# Peder Jensen Kragelund
Peder Jensen Kragelund (eller Kraglund) (21. december 1602 i Bergen- 13. september 1681) var en dansk biskop.
Kragelund, hvis fader, Jens Kagelund, var købmand, blev 1623 student fra Bergens Skole. 1628 blev han sognepræst i Faarevejle og slotspræst på Dragsholm, hvor Christian IV og Frederik III undertiden hørte hans prædiken og yndede ham på grund af hans "livlige og redelige Væsen". Han tog 1635 magistergraden, blev 1650 biskop i Ribe og 1653 Dr. theol..
Krigsårene 1657-60 lagde et tungt tryk på ham. Ribe by blev besat først af svenskerne og senere af brandenborgere og polakker, og begge gange måtte den udrede en betydelig brandskat. K. måtte gøre store udlæg, på samme tid som han mistede størstedelen af sine indtægter, der bestod af tiender, som ikke blev indbetalte, så længe krigen stod på. I 1659 da Ribe var overfyldt af flygtninge, der søgte ind fra landet, begyndte en pestlignende sygdom pludselig at sprede sig i byen og nåede også til Bispegården. Blandt de døde nævnes K.s søn Mag. Knud K., præst i Vejle, der havde søgt tilflugt hos faderen.
I 1660 mødte K. på rigsdagen i København, hvor han skal have arbejdet ihærdig for Arveregeringens Indførelse. 1661 fik han ligesom landets øvrige bisper befaling til at afgive erklæring om de forbedringer, der burde foretages i kirkeordinansen og de andre kirkelove i anledning af regeringsforandringen. Den religiøse ufordrageligheds ånd, der rørte sig hos hans samtid, fremtræder i en meget skarp form i hans erklæring. enhver, der afviger fra den augsburgske bekendelse, vil han have udvist af landet.
K. var en nidkær embedsmand, der visiterede flittig i sit udstrakte stift indtil tre måneder før sin død. Han har udgivet to ubetydelige andagtsskrifter og to ligprædikerner. Han ægtede 1.
(1628) Bodil Nielsdatter (d. 1634) og 2. (1634) Lene Thomasdatter
(d. 1697), der havde været i huset hos professor, senere biskop,
Jesper Brochmand, som gjorde deres bryllup.